# Draft de l'NBA del 1947
El Draft de la BAA de 1947 va ser el primer de la història de la lliga, encara sota la denominació de Basketball Association of America (BAA). Va constar de 9 rondes i van ser-hi escollits 3 futurs membres del Basketball Hall of Fame, destacant entre ells Harry Gallatin. A més, tres dels escollits aquell any van ser posteriorment escollits com a Entrenador de l'Any de l'NBA: el mateix Gallatin, Andy Phillip i Jim Pollard. La primera selecció, Clifton McNeeley, mai va arribar a jugar com a profesional.

## Primera ronda
|  | = All-Star     |
|  | = Hall of Fame |

| Posició | Jugador             | Nacionalitat | Equip NBA               | Universitat/Club |
| ------- | ------------------- | ------------ | ----------------------- | ---------------- |
| 1       | Clifton McNeely     | Estats Units | Pittsburgh Ironmen      | UTEP             |
| 2       | Glen Selbo (G/F)    | Estats Units | Toronto Huskies         | Wisconsin        |
| 3       | Bulbs Ehlers (F/G)  | Estats Units | Boston Celtics          | Purdue           |
| 4       | Walt Dropo          | Estats Units | Providence Steamrollers | Connecticut      |
| 5       | Dick Holub (C)      | Estats Units | New York Knicks         | Long Island      |
| 6       | Chink Crossin (G)   | Estats Units | Philadelphia Warriors   | Pennsylvania     |
| 7       | Jack Underman       | Estats Units | St. Louis Bombers       | Ohio State       |
| 8       | Paul Huston (F)     | Estats Units | Chicago Stags           | Ohio State       |
| 9       | Dick O'Keefe        | Estats Units | Washington Capitols     | Santa Clara      |
| 10      | Larry Killick (G/F) | Estats Units | Baltimore Bullets       | Vermont          |

## Notables eleccions posteriors
| Posició | Jugador              | Nacionalitat | Equip NBA         | Universitat/Club |
| ------- | -------------------- | ------------ | ----------------- | ---------------- |
| -       | Harry Gallatin (F/C) | Estats Units | Baltimore Bullets | Truman State     |
| -       | Andy Phillip (G/F)   | Estats Units | Chicago Stags     | Illinois         |
| -       | Jim Pollard (F/C)    | Estats Units | Chicago Stags     | Stanford         |
| -       | Red Rocha (C/F)      | Estats Units | Toronto Huskies   | Oregon State     |